# Jos Romersa
Jos André Romersa (* 1. November 1915 in Düdelingen, Kanton Esch an der Alzette; † 5. November 2016 ebenda) war ein luxemburgischer Geräteturner.
Im Alter von sieben Jahren trat Romersa der Turnabteilung der „Jeune Garde Catholique“ in seiner Heimatstadt bei. 1931 wechselte er zum Turnverein Union Düdelingen. Von 1934 bis 1957 gehörte er dem Kunstturn-Nationalteam Luxemburgs an.
Jos Romersa nahm 1934 an den Turnweltmeisterschaften in Budapest und vier Jahre darauf in Prag teil. Zu den Höhepunkten seiner Karriere gehörte die Teilnahme an den Olympischen Sommerspielen 1936 in Berlin. Die Wettbewerbe im Turnen fanden vor 20.000 Zuschauern auf der Dietrich-Eckart-Freilichtbühne nahe dem Olympiastadion statt. Im Einzelmehrkampf erreichte er den 84. Rang unter 111 Teilnehmern. In den Einzelwettbewerben war seine beste Disziplin der Pferdsprung. Als zweitbester Starter seines Landes schaffte er es hier auf Rang 58. Im Mannschaftsmehrkampf erzielte er mit seinem Land den 12. Platz (bei 14 teilnehmenden Nationen).
Jos Romersa arbeitete als Elektrikermeister bei den Vereinigten Stahlhütten Burbach-Eich-Düdelingen. 2008 wurde er mit dem Verdienstorden des Großherzogtums Luxemburg (Ritter) ausgezeichnet.
Sein Sohn Marc Romersa (* 1956) war ein bekannter Hochspringer. Er nahm in dieser Disziplin an den Olympischen Spielen 1976 teil.